# Lineaire variëteit
In de lineaire algebra, een deelgebied van de wiskunde, is een lineaire variëteit een lijn, vlak of hogerdimensionale soortgelijke structuur in een lineaire ruimte die niet noodzakelijk de oorsprong bevat. Het is een figuur evenwijdig aan een lineaire deelruimte van dezelfde dimensie. Men kan zich een lineaire variëteit denken als een verschoven lineaire deelruimte.

## Definitie
Zij {\displaystyle v} een vector in een lineaire ruimte {\displaystyle V} en {\displaystyle D} een lineaire deelruimte van {\displaystyle V}, dan heet de verzameling:
{\displaystyle \{x\in V|x=v+d,d\in D\}}
een lineaire variëteit van {\displaystyle D,} die wel genoteerd wordt als {\displaystyle v+D}. De vector {\displaystyle v} heet steunvector van de lineaire variëteit. 
Lineaire variëteiten maken het mogelijk in een lineaire ruimte lijnen, vlakken of hypervlakken, anders dan de lineaire deelruimten te beschrijven.
Voor een gegeven lineaire variëteit {\displaystyle v+D} is de steunvector {\displaystyle v} niet eenduidig bepaald. Elke vector {\displaystyle v+d} met {\displaystyle d\in D} is ook steunvector.

### Voorbeeld
In het gewone platte vlak is de lijn {\displaystyle m} door de punten (1,0) en (0,1) een lineaire variëteit van de lineaire deelruimte voortgebracht door de vector (1,-1). De punten (0,1) en (1,0) zijn beide steunvectoren. De lijn {\displaystyle m} is dus:
{\displaystyle m=(1,0)+\{\lambda (1,-1),\lambda \in \mathbb {R} \}=\{(1+\lambda ,-\lambda ),\lambda \in \mathbb {R} \}}
Daaruit blijkt dat de parametrisering van {\displaystyle m} gegeven wordt door:
{\displaystyle x=1+\lambda ,\ y=-\lambda },
waaruit weer de vergelijking voor {\displaystyle m} kan worden afgeleid:
{\displaystyle y=1-x}